# William Inge
För andra betydelser, se William Inge (olika betydelser).
William Motter Inge, född 3 maj 1913 i Independence, Kansas, död 10 juni 1973 i Los Angeles, var en amerikansk manusförfattare, dramatiker och skådespelare.

## Biografi
Inge utexaminerades 1935 från University of Kansas med en BA-examen i tal och drama. Från 1937 till 1938 undervisade han i engelska och drama på Cherokee County Community High School i Columbus, Kansas. Efter att ha återvänt och avslutat sin magisterexamen vid Peabody College 1938 undervisade han vid Stephens College, i Columbia, Missouri, 1938-1943.
Inge började som teaterkritiker vid St Louis Star-Times 1943. Med Tennessee Williams uppmuntran skrev Inge sin första pjäs, Farther Off from Heaven (1947), som sattes upp på Margo Jones Theatre '47 i Dallas. Tio år senare gjorde pjäsen stor succé på Broadway i omarbetad version med titeln The Dark at the Top of the Stairs.
Flera av hans verk har senare filmatiserats, däribland Kom tillbaka, lilla Sheba (1952), Utflykt i det gröna (1955), för vilken han fick Pulitzerpriset, samt Bus Stop (1956). Han Oscarsbelönades för originalmanuset till Feber i blodet (1961).